# Coffea bertrandii
Coffea bertrandii är en måreväxtart som beskrevs av Auguste Jean Baptiste Chevalier. Coffea bertrandii ingår i släktet Coffea och familjen måreväxter. Inga underarter finns listade i Catalogue of Life.